# Fraccionamiento Nuevo Milenio
Fraccionamiento Nuevo Milenio är en ort i Mexiko.   Den ligger i kommunen Escuintla och delstaten Chiapas, i den sydöstra delen av landet, 800 km sydost om huvudstaden Mexico City. Fraccionamiento Nuevo Milenio ligger 302 meter över havet och antalet invånare är 255.
Terrängen runt Fraccionamiento Nuevo Milenio är kuperad åt sydväst, men åt nordost är den bergig. Runt Fraccionamiento Nuevo Milenio är det ganska tätbefolkat, med 90 invånare per kvadratkilometer. Närmaste större samhälle är Escuintla, 8,7 km sydväst om Fraccionamiento Nuevo Milenio. I omgivningarna runt Fraccionamiento Nuevo Milenio växer i huvudsak städsegrön lövskog.